# 7902 Hanff
7902 Hanff este un asteroid din centura principală de asteroizi.

## Descriere
7902 Hanff este un asteroid din centura principală de asteroizi. A fost descoperit pe 18 aprilie 1996 la Observatorul La Silla de Eric Walter Elst. El prezintă o orbită caracterizată de o semiaxă mare de 2,87 ua, o excentricitate de 0,04 și o înclinație de 2,7° în raport cu ecliptica.